# Trofeu FIM d'Enduro Vintage
El Trofeu FIM d'Enduro Vintage (oficialment en anglès, "FIM Enduro Vintage Trophy", abreujat Enduro Vintage Trophy o EVT), és una competició internacional d'enduro que se celebra des del 2016. Organitzada per la Federació Internacional de Motociclisme (FIM), la prova es disputa a la tardor, normalment un cop acabats els Sis Dies Internacionals d'Enduro (ISDE), dels quals és una rèplica a petita escala: en comptes de sis dies, en dura quatre. El Trofeu està destinat a equips estatals formats per tres pilots de 50 anys en amunt que hi corrin amb motocicletes fabricades fins al 1983. Tal com passa als ISDE, els guanyadors obtenen el rang de campions del món, en aquest cas, en categoria de "Veterans". Hi ha altres trofeus complementaris, cadascun amb les seves especificacions i limitacions d'edat.

## Història
El 2016, coincidint amb l'edició de Los Arcos, al País Basc, se celebrà en paral·lel l'anomenat ISDE Vintage Trophy, un trofeu complementari per a equips estatals equipats amb motocicletes amb data de fabricació anterior a 1987 de tres dies de durada. L'esdeveniment va tenir continuïtat i se celebrà conjuntament amb els ISDE durant les quatre primeres edicions fins que, a partir de la del 2021 (a l'illa d'Elba), es va començar a fer a part, com a competició independent i fora de les dates en què es corrien els Sis Dies. A partir de l'edició del 2022, celebrada a Santiago do Cacém (Portugal), la durada del Trofeu passà a ser de quatre dies en comptes dels tres inicials.
L'edició del 2023 es disputà a la Cerdanya, amb seu a Puigcerdà, molt a prop d'on s'havia celebrat l'única edició a Catalunya dels ISDE fins a la data: la de 1985, a Alp.

## Característiques
Contràriament als ISDE, el Vintage Trophy tenia inicialment una durada de només tres dies, que passaren a ser quatre a partir de l'edició del 2022. Durant els tres primers es marca un recorregut curt, d'uns 70 km, amb diversos trams cronometrats i una prova clàssica d'acceleració (un tipus de prova que fa anys que va desaparèixer de les competicions d'enduro). El darrer dia es disputa la prova final de tipus motocròs, on els pilots competeixen entre ells en grup. L'esdeveniment atrau centenars de participants (més de 400 a l'edició del 2021), una vuitantena d'equips de club i una desena d'equips estatals.

## Reglamentacions

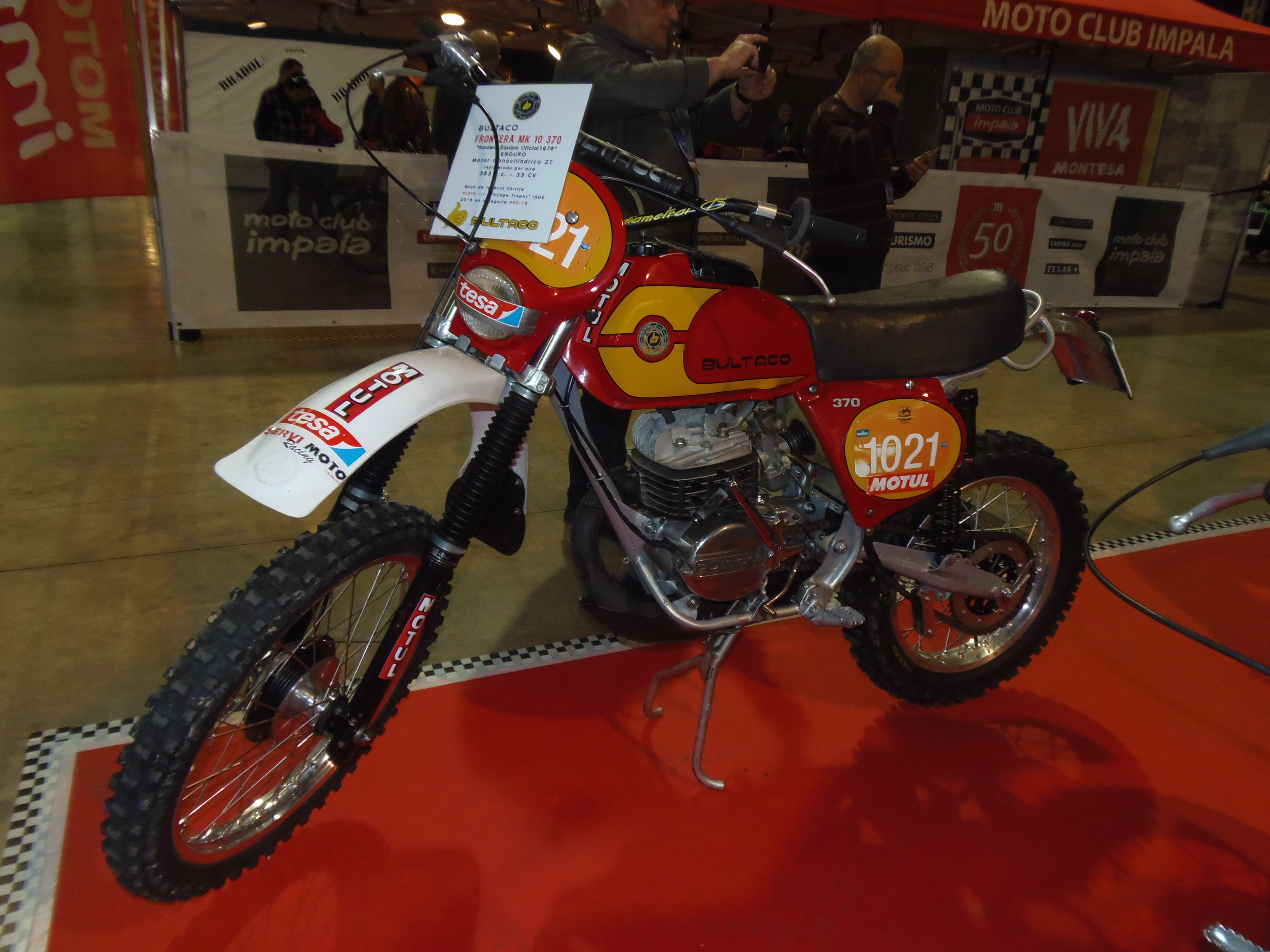
Una Bultaco Frontera MK10 370 de 1976 que va participar al Vintage Trophy de Los Arcos (2016)

Com a norma general, les motocicletes dels participants han de mantenir les característiques originals corresponents al seu model i any de fabricació, inclosa la pintura i decoració. S'admeten canvis només en components originals difícils de trobar actualment, com ara els parafangs, punys de gas, manillars i altres.

### Categories i classes
Inicialment, l'ISDE Vintage Trophy preveia quatre categories de motocicleta en funció de l'any de producció del model: fins a 1972, de 1973 a 1976, de 1977 a 1981 i de 1982 a 1986. Aquest criteri ha anat variant amb les anys i, a més, s'han anat afegint classes dins de cada categoria en funció de la cilindrada de la motocicleta. A data del 2023, les categories (per any de fabricació) i les classes (per cilindrada) admeses a l'EVT eren les següents:
| Categoria | Categoria  | Categoria | Categoria | Categoria    | Classes      | Classes      |
| Nom       | Àlies      | De        | A         | Normes       | Nom          | Cilindrada   |
| --------- | ---------- | --------- | --------- | ------------ | ------------ | ------------ |
| A         | Classic 75 | -         | 1975      | [ ET 1 ]     | A0           | Fins a 75cc  |
| A         | Classic 75 | -         | 1975      | [ ET 1 ]     | A1           | Fins a 125cc |
| A         | Classic 75 | -         | 1975      | [ ET 1 ]     | A2           | Fins a 175cc |
| A         | Classic 75 | -         | 1975      | [ ET 1 ]     | A3           | +175cc       |
|           |            |           |           |              |              |              |
| B         | Classic 79 | 1976      | 1979      | [ ET 2 ]     | B0           | Fins a 75cc  |
| B         | Classic 79 | 1976      | 1979      | [ ET 2 ]     | B1           | Fins a 125cc |
| B         | Classic 79 | 1976      | 1979      | [ ET 2 ]     | B2           | Fins a 175cc |
| B         | Classic 79 | 1976      | 1979      | [ ET 2 ]     | B3           | Fins a 250cc |
| B         | Classic 79 | 1976      | 1979      | [ ET 2 ]     | B4           | +250cc       |
|           |            |           |           |              |              |              |
| C         | Classic 83 | 1980      | 1983      | [ ET 3 ]     | C0           | Fins a 80cc  |
| C         | Classic 83 | 1980      | 1983      | [ ET 3 ]     | C1           | Fins a 125cc |
| C         | Classic 83 | 1980      | 1983      | [ ET 3 ]     | C2           | Fins a 250cc |
| C         | Classic 83 | 1980      | 1983      | [ ET 3 ]     | C3           | +250cc       |
|           |            |           |           |              |              |              |
| X         | EVO 1986   | 1984      | 1986      | [ ET 4 ]     | X1           | Fins a 125cc |
| X         | EVO 1986   | 1984      | 1986      | [ ET 4 ]     | X2           | +125cc       |
|           |            |           |           |              |              |              |
| Open      | Open 1991  | 1987      | 1991      | Sense límits | Sense límits | Sense límits |

Notes
1. ↑  A les categories A, B i C, la refrigeració líquida i les suspensions progressives (del tipus Monocross, Prolink, Unitrak, ITC i similars) hi són prohibides. Només s'hi admeten suspensions de tipus Cantilever si són originals.
2. ↑  Els models de motocicleta que es van presentar el 1979 i que ja van participar en els ISDT d'aquell any pertanyen a la categoria C.

Especificacions tècniques
1. ↑  A: Refrigeració per aire, frens de tambor i dos amortidors. No s'hi admeten els models de motocicleta Puch Frigerio F1 amb motor Rotax, KTM mc5, Hiro i Sachs 7V.
2. ↑  B: Refrigeració per aire, frens de tambor i dos amortidors. No s'hi admeten els models de motocicleta Cagiva 125 RX (2H) i SWM TF1 125, 175 o 250.
3. ↑  C: Refrigeració per aire, frens de tambor i dos amortidors o Cantilever si en duia de sèrie (com ara les Yamaha, Kramer i Rokon), exclosos els monoamortidors de làmines si són estàndard o degudament documentats. La refrigeració líquida només s'admet pet a motors Minarelli i Puch, únicament si és per inducció (les bombes d'aigua hi són prohibides).
4. ↑  X: Refrigeració per aire o líquid, frens de tambor o disc, dos amortidors o monoamortidor si és estàndard.

## Participació i trofeus
Tal com passa als ISDE, a l'EVT s'hi atorguen diversos trofeus, un per a cada tipus d'equip o participant admesos. A data del 2023 eren els següents:
- FIM Vintage Veteran Trophy Team (conegut com a "Veteran Trophy" o, simplement, "Trophy"), per a equips estatals de tres pilots de 50 anys d'edat en amunt. Inspirat en el World Trophy dels ISDE, és el màxim guardó de la competició i el que li dona nom.
- FIM Vintage Silver Vase Team ("Silver Vase"), per a equips estatals de tres pilots de 40 anys d'edat en amunt. El nom li ve de l'antic Silver Vase ("Vas d'argent") dels ISDE, actualment conegut com a Junior Trophy.
- FIM Women's Club Team ("Women's"), per a equips de club formats per tres pilots femenines de 25 anys d'edat en amunt.
- FIM Vintage Club Team ("Club"), per a equips de club formats per tres pilots, sense límit d'edat.
- FIM Vintage Individual ("Individual"), per a participants a títol individual, sense límit d'edat.

Mentre que al Veteran Trophy s'hi pot presentar un únic equip per estat, que ha de ser designat directament per la corresponent federació estatal de motociclisme, a la resta de trofeus per equip (Silver Vase, Women's i Club), cada estat hi pot presentar tants equips com vulgui (de fet, els clubs els presenten directament, tot i que amb el vistiplau de la federació corresponent).
Els membres dels tres principals tipus d'equip previstos (Trophy, Silver Vase i Women's) han de portar motocicletes incloses com a mínim en dues categories de les tres principals previstes al reglament (A, B i C), és a dir, amb data de fabricació anterior a 1984. La resta de participants (membres d'equips de club i individuals) en poden portar de qualsevol de les previstes, per tant, amb data de fabricació anterior a 1992.

## Llista de guanyadors del Trofeu
A 23 d'octubre de 2024
| Edició | Any  | Seu                               | Equip guanyador                                                | Ref.                              |
| ------ | ---- | --------------------------------- | -------------------------------------------------------------- | --------------------------------- |
| 1.     | 2016 | Los Arcos, País Basc              | Regne Unit Ian Barnett Jon Stobbs Cefin Evans                  | [ 7 ]                             |
| 2.     | 2017 | Briva, Occitània                  | França Frederic Winther Christophe Manenti Simon Romieu        | [ 11 ]                            |
| 3.     | 2018 | Viña del Mar, Xile                | Alemanya Jens Bossdorf Jens Oestreich Sven Roth                | [ 12 ]                            |
| 4.     | 2019 | Portimão, Portugal                | Itàlia Giovanni Sala Mario Rinaldi Alessandro Zamparutti       | [ 13 ]                            |
|        | 2020 | Cancel·lat a causa de la COVID-19 | Cancel·lat a causa de la COVID-19                              | Cancel·lat a causa de la COVID-19 |
| 5.     | 2021 | Elba, Itàlia                      | França Laurent Charbonnel Stéphane Peterhansel Thierry Viardot | [ 3 ]                             |
| 6.     | 2022 | Santiago do Cacém, Portugal       | Itàlia Giorgio Grasso Tulio Pellegrinelli Enrico Tortoli       | [ 14 ]                            |
| 7.     | 2023 | Puigcerdà, Catalunya              | Itàlia Giorgio Grasso Tulio Pellegrinelli Enrico Tortoli       | [ 15 ]                            |
| 8.     | 2024 | Camerino, Itàlia                  | Itàlia Giorgio Grasso Tulio Pellegrinelli Enrico Tortoli       | [ 16 ]                            |

Notes
1. ↑  Edició 91 dels ISDE
2. ↑  Edició 92 dels ISDE
3. ↑  Edició 93 dels ISDE
4. ↑  Edició 94 dels ISDE